# Marco Borriello
Marco Borriello (Nápoles, 18 de junho de 1982) é um ex-futebolista italiano que atuava como centroavante.

## Carreira

### Milan
Durante sua carreira teve diversas passagens pelo Milan, mas sempre era emprestado. Depois de boa temporada no Genoa, quando esteve em copropriedade e marcou 19 gols em 35 jogos pela Serie A, enfim se firmou no clube de Milão após seu retorno, sendo até titular no ataque da equipe junto com Alexandre Pato e Ronaldinho Gaúcho em algumas partidas da temporada 2009–10.

### Roma
Em agosto de 2010, com as chegadas de Ibrahimović e Robinho ao clube rossonero, perdeu espaço e acabou se transferindo para a Roma por empréstimo. Posteriormente foi comprado em definitivo.

### Juventus
Em janeiro de 2012 foi emprestado a Juventus.

### Segunda passagem pelo Genoa
Já no dia 31 de agosto de 2012, foi emprestado ao Genoa, retornando assim ao clube em que já tivera boa passagem. Ele chegou para ocupar a vaga deixada por Gilardino, que partiu para o Bologna.

### West Ham
Sem muitas chances na Roma, no dia 25 de janeiro de 2014 foi acertado seu empréstimo ao West Ham.

### Cagliari
Em agosto de 2016, aos 34 anos, foi contratado pelo Cagliari.

## Seleção Nacional
Foi convocado para a Seleção Italiana em 2008, quando jogava no Genoa, e disputou a Eurocopa realizada na Áustria e na Suíça. Ficou fora da Copa do Mundo FIFA de 2010, estando apenas na lista dos sete suplentes. Depois da competição, teve nova oportunidade na Seleção com Cesare Prandelli, então novo técnico. No total, disputou sete partidas e não marcou nenhum gol.

## Títulos
Milan
- Copa da Itália: 2002–03
- Liga dos Campeões da UEFA: 2002–03 e 2006–07
- Serie A: 2003–04 e 2010–11

Juventus
- Serie A: 2011–12